# あなたに出会わなければ 〜夏雪冬花〜/星屑ビーナス
「あなたに出会わなければ 〜夏雪冬花〜／星屑ビーナス」（あなたにであわなければ・かせつとうか／ほしくずビーナス）は、Aimerの4枚目のシングル。2012年8月15日にDefSTAR RECORDSから発売された。

## 概要
前作「雪の降る街/冬のダイヤモンド」に続いて両A面となっており、どちらにもタイアップがついている。
3タイプのCDが発売され、初回のみ星屑トレイ仕様で、購入者特典イベント[東京・大阪プラネタリウムライブ]参加応募はがきが封入された。

## 収録曲

### CD
1. あなたに出会わなければ 〜夏雪冬花〜 (6:00)
作詞：aimerrhythm　作曲：百田留衣　編曲：玉井健二、百田留衣
2. 星屑ビーナス (4:12)
作詞：aimerrhythm　作曲：飛内将大　編曲：玉井健二、飛内将大
3. Breaking Up Is Hard To Do (2:22)
作詞・作曲：ニール・セダカ、ハワード・グリーンフィールド　編曲：玉井健二、古川貴浩
4. あなたに出会わなければ 〜夏雪冬花〜 (TVsize) (1:32) [期間生産限定盤のみ]
作詞：aimerrhythm　作曲：百田留衣　編曲：玉井健二、百田留衣

### 初回限定盤 DVD DFCL-1917
1. Aimer Premier Live (2012年6月8日 DIGEST)
2. 寂しくて眠れない夜は (from Live at anywhere Vol.10 2012年5月13日)
3. TVアニメ 「夏雪ランデブー」 ノンクレジットエンディング

## 参加ミュージシャン
- 百田留衣 - プログラミングと楽器演奏  (M1)
- 飛内将大 - プログラミングと楽器演奏  (M2)
- 古川貴浩 - プログラミングと楽器演奏  (M3)

## 制作クレジット
- エグゼクティブ・プロデューサー - 玉井健二
- Directed & Organized - 鳥巣亮太、森岡英貴 (agehasprings)
- レコーディング・エンジニア - 森真樹
- ミキシング・エンジニア - Kenichi "NK-1" Nakamura (M-1)、関根青磁 (M-2)、森真樹 (M-3)
- マスタリング・エンジニア - 茅根裕司
- アート・ディレクション＆デザイン - 松田剛
- フォトグラファー - 加藤アラタ
- スタイリスト - 赤石侑香
- ヘアメイクアーティスト - 大西あけみ
- 花 - Yuuka Moriyama

## リリース日一覧
| 地域 | リリース日     | レーベル        | 規格                   | カタログ番号  | 備考                |
| ---- | -------------- | --------------- | ---------------------- | ------------- | ------------------- |
| 日本 | 2012年7月27日  | DefSTAR RECORDS | デジタル・ダウンロード | 30202802      | レコチョク          |
| 日本 | 2012年8月15日  | DefSTAR RECORDS | 12cmCD + DVD           | DFCL 1916/17  | 初回限定盤          |
| 日本 | 2012年8月15日  | DefSTAR RECORDS | 12cmCD                 | DFCL 1918     | 通常盤              |
| 日本 | 2012年8月15日  | DefSTAR RECORDS | 12cmCD                 | DFCL 1919     | 期間生産限定盤      |
| 日本 | 2012年11月7日  | DefSTAR RECORDS | デジタル・ダウンロード | 576670787     | iTunes Store        |
| 日本 | 2012年10月1日  | DefSTAR RECORDS | デジタル・ダウンロード | 4560429780120 | mora AAC-LC 320kbps |
| 日本 | 2013年10月23日 | DefSTAR RECORDS | デジタル・ダウンロード | B00FQ5FGIK    | Amazon.co.jp        |
| 日本 | 2014年4月1日   | DefSTAR RECORDS | デジタル・ダウンロード | A33417573     | レコチョク          |
| 日本 | 2014年4月1日   | DefSTAR RECORDS | デジタル・ダウンロード | 4560429780120 | mora AAC-LC 320kbps |
| 日本 | 2014年4月1日   | DefSTAR RECORDS | デジタル・ダウンロード | B00FQ5FGIK    | Amazon.co.jp        |

## タイアップ
| 曲名                                    | タイアップ                                                           |
| --------------------------------------- | -------------------------------------------------------------------- |
| 「あなたに出会わなければ 〜夏雪冬花〜」 | フジテレビノイタミナ枠アニメ『夏雪ランデブー』エンディング・テーマ   |
| 「星屑ビーナス」                        | フジテレビTWOドラマ『恋なんて贅沢が私に落ちてくるのだろうか?』主題歌 |
| 「Breaking Up Is Hard To Do」           | フジテレビTWOドラマ『恋なんて贅沢が私に落ちてくるのだろうか?』挿入歌 |

## 購入特典
- 『あなたに出会わなければ～夏雪冬歌～/星屑ビーナス』両面告知ポスター
- タワーレコードオリジナル「夏雪ランデブー」＆Aimerアナザージャケット
- ローソンHMVオリジナル「夏雪ランデブー」＆Aimerアナザージャケット
- TSUTAYAオリジナル「夏雪ランデブー」＆Aimerアナザージャケット
- SonyMusicShopオリジナル「夏雪ランデブー」＆Aimerアナザージャケット